# 5144 Achates
5144 Achates eller 1991 XX är en trojansk asteroid i Jupiters lagrangepunkt L5. Den upptäcktes 2 december 1991 av den amerikanska astronomen Carolyn S. Shoemaker vid Palomar-observatoriet. Den är uppkallad efter Achates i den grekiska mytologin.
Asteroiden har en diameter på ungefär 80 kilometer.